# 203P/Korlevic
203P/Korlevic, o cometa Korlevic, è una cometa periodica del Sistema solare, appartenente alla famiglia delle comete gioviane.
È stata scoperta da Korado Korlević il 28 novembre 1999. Inizialmente ritenuta un asteroide, anche se di aspetto strano, fu riconosciuta come cometa nel febbraio 2000.
La cometa è stata osservata nei passaggio al perielio del 2000 e del 2010, ricevendo la numerazione definitiva.